# Scunthorpe United Football Club 2014-2015
Questa voce raccoglie le informazioni riguardanti lo Scunthorpe United Football Club nelle competizioni ufficiali della stagione 2014-2015.

## Maglie e sponsor
| Casa | Trasferta | Terza divisa |

## Rosa
Aggiornata ad ottobre 2014
| N. |                        | Ruolo | Calciatore      |
| -- | ---------------------- | ----- | --------------- |
| 1  | Inghilterra (bandiera) | P     | Sam Slocombe    |
| 2  | Irlanda (bandiera)     | D     | Eddie Nolan     |
| 3  | Inghilterra (bandiera) | D     | Andy Dawson     |
| 4  | Inghilterra (bandiera) | C     | Sean McAllister |
| 5  | Inghilterra (bandiera) | D     | David Mirfin    |
| 6  | Irlanda (bandiera)     | D     | Nial Canavan    |
| 7  | Inghilterra (bandiera) | C     | Matt Sparrow    |
| 8  | Inghilterra (bandiera) | C     | David Syers     |
| 9  | Irlanda (bandiera)     | A     | Paddy Madden    |
| 10 | Giamaica (bandiera)    | A     | Deon Burton     |
| 12 | Inghilterra (bandiera) | C     | Neal Bishop     |
| 13 | Inghilterra (bandiera) | P     | James Severn    |
| 14 | Inghilterra (bandiera) | C     | Terry Hawkridge |
| 16 | Inghilterra (bandiera) | A     | Hakeeb Adelakun |

| N. |                        | Ruolo | Calciatore      |
| -- | ---------------------- | ----- | --------------- |
| 17 | Inghilterra (bandiera) | A     | Curtis Bateson  |
| 18 | Inghilterra (bandiera) | D     | Miles Addison   |
| 19 | Inghilterra (bandiera) | A     | Lyle Taylor     |
| 20 | Inghilterra (bandiera) | D     | Callum Howe     |
| 21 | Inghilterra (bandiera) | P     | Pat Weaver      |
| 24 | Inghilterra (bandiera) | D     | Luke O'Neill    |
| 26 | Austria (bandiera)     | P     | Robert Olejnik  |
| 27 | Inghilterra (bandiera) | A     | Billy Kee       |
| 28 | Inghilterra (bandiera) | A     | Gary McSheffrey |
| 29 | Inghilterra (bandiera) | A     | Jamie Wootton   |
| 30 | Inghilterra (bandiera) | D     | Marcus Williams |
| 32 | Spagna (bandiera)      | D     | Miguel Llera    |
| 33 | Inghilterra (bandiera) | D     | Jordan Clarke   |

## Risultati

### Football League One
| Arbitro: | Madley |

|  |           |                                               |
|  | Marcatori | 17’, 82’ Garner 39’ (aut.) Llera 48’ Humphrey |

| Arbitro: | Ilderton |

|             |           |                         |
| Sparrow 49’ | Marcatori | 3’ Cuthbert 51’ McAnuff |

| Arbitro: | Bankes |

|  |           |                                        |
|  | Marcatori | 41’ Madden 72’ Bishop 90+4’ McSheffrey |

| Arbitro: | Adcock |

|                            |           |                      |
| Williamson 7’ Birchall 70’ | Marcatori | 4’ Bishop 79’ Taylor |

| Arbitro: | Miller |

|  |           |                   |
|  | Marcatori | 89’ (rig.) Ismail |

| Arbitro: | Hooper |

|                               |           |                       |
| Leacock 76’ McLeod 80’ (rig.) | Marcatori | 26’ Madden 55’ Taylor |

| Arbitro: | Williamson |

|                      |           |                                           |
| Henderson 68’ (rig.) | Marcatori | 13’ O'Neil 28’ McSheffrey 49’, 80’ Hopper |

| Arbitro: | Kevin Wright |

|                           |           |  |
| Johnson 57’ Gallagher 71’ | Marcatori |  |

| Arbitro: | Johnson |

|                               |           |            |
| Dickson 19’ (aut.) Madden 62’ | Marcatori | 77’ McLeod |

| Arbitro: | Kettle |

|               |           |           |
| Wootton 90+5’ | Marcatori | 43’ Duffy |

| Arbitro: | Haines |

|                             |           |           |
| Abelakun 11’ McSheffrey 19’ | Marcatori | 2’ Norris |